# Ceuașu de Câmpie
Ceuașu de Câmpie é uma comuna romena localizada no distrito de Mureș, na região histórica da Transilvânia. A comuna possui uma área de 83.37 km² e sua população era de 5651 habitantes segundo o censo de 2007.